# Maese Espada
Maese Espada es una historieta histórica creada por Adolfo Usero en 1982.

## Trayectoria editorial
Adolfo Usero publicó la serie en los números 1 al 6 de la revista Rambla, de la que era copropietario. Un episodio más, que debía haberse publicado a todo color, quedó inédito; mientras la serie, pensada para ser mucho más larga, quedó inconclusa son sólo 56 páginas.

## Argumento
La acción transcurre en la España de los Reyes Católicos en una fecha indeterminada, pero posterior a la Conquista de Málaga (1487) y previa a la de Granada (1492). Su trama se divide en 6 capítulos de entre 8 y 10 páginas cada uno, consecuencia de su publicación seriada:
| Número | Título     | Páginas | Publicación   | Fecha   | Otros detalles |
| --- | ---------- | ------- | ------------- | ------- | -------------- |
| 1 | «I»        | —       | Rambla núm. 1 | 05/1982 | —              |
| Tema: Martín Monforte, joven que ha estudiado Teología, Derecho y Filosofía en Nápoles, viaja a Andújar para aprender árabe y así poder ingresar en la Escuela de Traductores de Toledo. Por el camino, se detiene en una posada en la que Francisco de Fonseca, judío converso de Toledo que ejerce de contador real, temeroso de ser traicionado, le pide que lleve a su hija Sara con un conocido de ambos: Jehudá Ben Hanoch. Los temores del Sr. De Fonseca se cumplen cuando su ayudante Fabián de la Cuerda lo mata y detiene a Martín por ello. El joven puede escapar, aunque cae inconsciente al Guadalquivir, y es salvado por Caín, que lo transporta a la mansión de su amo: el noble musulmán granadino Abú Ibn Arabí. Tras recuperarse de sus heridas y practicar el arte de la espada, por lo que obtiene el apodo de "Maese Espada", se marcha a Toledo en busca de Sara acompañado de Caín, y habiéndose despedido antes de su enamorada Jasmina, hija de Abú Ibn Arabí. |            |         |               |         |                |
| 2 | «Toledo»   | —       | Rambla núm. 2 | —       | —              |
| Tema: |            |         |               |         |                |
| 3 | «Toledo 2» | —       | Rambla núm. 3 | —       | —              |
| Tema: |            |         |               |         |                |
| 4 | «Castilla» | —       | Rambla núm. 4 | —       | —              |
| Tema: |            |         |               |         |                |
| 5 | «León»     | —       | Rambla núm. 5 | —       | —              |
| Tema: |            |         |               |         |                |
| 6 | «Campos»   | —       | Rambla núm. 6 | —       | —              |
| Tema: |            |         |               |         |                |

## Valoración
Considerada la mejor obra de Usero, en ella se plantea una crítica feroz de la nobleza y el clero de la época, a la vez que se engarzan aventuras por diversos escenarios a manera de una historia de camino. Un compañero de profesión como es Carlos Giménez afirma que hay pocas historietas tan bien dibujadas, y aconseja al lector que la paladee, como un gastrónomo ante un plato exquisito. Álvaro Pons insiste en esta visión lúdica de la obra, considerándola un trasunto actualizado y comprometido de El Capitán Trueno de Víctor Mora y Ambrós.